# Фубуки (эсминец, 1927)
«Фубуки» (яп. 吹雪 Метель) — японский эсминец типа «Фубуки». Головной корабль в серии.  Принимал активное участие в войне против Китая и боях на Тихом океане. Потоплен в бою у мыса Эсперанс артиллерией американских кораблей в ночь на 11 октября 1942 года.

## История службы

### Довоенный период
Заложен на верфи Морской арсенал, Майдзуру 19 июня 1926 года. Спущен на воду 15 ноября 1927 года. Вошел в строй 10 августа 1928 года. Во время строительства носил название '«№ 35», но ко вступлению в строй получил своё основное название. В конце 1928 года вошёл в состав, сформированного из эсминцев «специального типа», 11-го дивизиона эсминцев (Фубуки, Сираюки, Хацуюки, Миюки).  Дивизион был приписан ко 2-й Флотилии Второго Флота.  В апреле 1929 года эсминец, в составе Второй Флотилии совершил своё первое дальнее плавание к берегам Центрального Китая, а летом 1930 года - большой поход в Южные моря, посетив Каролинские и Маршалловы острова. Весной 1931 года в связи с обострением отношений с Китаем вместе с другими кораблями флотилии предпринял плавание в район Циндао. В декабре 1931 года вместе с другими кораблями 11–го дивизиона выведен в резерв.
В 1935 году вновь введён в строй, на этот раз в составе 20-го дивизиона эсминцев, однако возвращение в строй Фубуки совпало с произошедшим 26 сентября 1935 года «Инцидентом с Четвертым флотом», когда несколько однотипных кораблей получили серьёзные повреждения во время тайфуна, из-за перегрузки и недостаточной прочности корпуса. Фубуки  был поставлен на модернизацию, которая продолжалась до начала 1937 года. В ходе неё был проведён комплекс мер по повышению  остойчивости и усилению прочности корпуса, также было усилено зенитное вооружение корабля. В марте 1937 года эсминец на некоторое время был причислен к Школе подводного плавания в Куре.
Начавшаяся летом 1937 года война с Китаем привела к резкой активизации действий японского флота. Фубуки был вновь включён  в состав 11-го дивизиона вновь сформированной Четвёртой флотилии Второго флота. В ноябре-декабре 1937 года эсминцы оказывали поддержку десантных операций на китайском побережье. В 1938 году эсминцы 11-го дивизиона вновь находились в резерве. В 1939 году Фубуки c 11-м дивизионом вошел в состав Второй флотилии  с которой  в марте-апреле совершил поход к берегам Северного Китая.  В начале 1940 года 11-й дивизион был вновь выведен в резерв из которого был возвращен уже в процессе подготовки к нападению на США.  В декабре 1940 года эсминец вошёл в состав Третьей флотилии и в феврале 1941 года совершил последний предвоенных дальний поход в Южно-Китайское море..

### Начальный этап войны на Тихом океане
11-й дивизион эсминцев, в состав которого входил Фубуки был включен в состав группы прикрытия (контр-адмирал Курита) Малайского соединения (вице-адмирал Одзава. В начале декабря эсминец осуществлял прикрытие кораблей соединения к Малайскому полуострову и обеспечивал поддержку высадки десантов на побережье полуострова. Во второй половине декабря прикрывал высадку десантов на островах Поуло-Кондоре. В январе 1942 года, базируясь на Камрань, осуществлял эскортные операции, 10 января принимал участие в спасении спасшихся с войскового транспорта Акита-мару.  27 января, совместно с лёгким крейсером Сендай и эсминцами Асагири и Югири принимал участие в бою с английскими эсминцами Тэнет («Thanet») и Вемпайр («Vampire»), в ходе которого первый был потоплен.
9-19 февраля 1942 года входил в состав Первой эскортной группы (контр-адмирал Хасимото)  Восточных сил вторжения на Яву (вице-адмирал Такахаси) и прикрывал высадку десантов на остров. 14 февраля вместе с эсминцем Асагири потопил английское судно Куала («Kuala»).  В тот же день эсминцы совместно с крейсером Юра потопил английскую канонерскую лодку Скорпион («Scorpion») , а вечером – английский сторожевой катер ML-310. 16 февраля 1942 года, совместно с крейсером  Сендай захватил английский танкер Хосанг («Hosang»). 20 февраля перешел в состав Западных сил вторжения на Яву. В ночь на 1 марта 1942 года, находясь в эскорте крупного транспортного конвоя, обнаружил американский тяжелый крейсер Хьюстон и австралийский лёгкий крейсер Перт. Принимал участие в бою в Зондском проливе, в ходе которого оба корабля противника были потоплены. В ходе боя безрезультатно выпустил 9 торпед.
В первой половине марта 1942 года, в составе 11 дивизиона, базируясь в Сингапуре принимал участие в прикрытии высадки десантов на серенном побережье острова Суматра.  Во второй половине марта – высадки на побережье Таиланда и Андаманских островов.  3-8 апреля 1942 года обеспечивал прикрытие рейда в Индийский океан японского  авианосного соединения.  После этого в апреле Фубуки вернулся в Японию, где на верфи в Куре в мае прошел ремонт
25 мая 1942 года эсминец, вместе с другими кораблями 11-го дивизиона был включен в состав Главных сил Японского флота, вместе с которым принимал участие в Мидуэйской операции. После возвращения до середины июля участвовал в эскортных операций близ Японских островов. Во второй половине июля 1942 года 11-й дивизион в составе Третьей флотилии готовился к очередном рейду в Индийский океан, для чего корабли сосредоточились в Мергуе на побережье Таиланда. Однако из-за начавшейся высадки американцев на Гуадалканал, операция была отменена.  В августе 11-й дивизион совершил большой переход на японскую базу на атолле Трук для участия в боях у Соломоновых островов..

### Бои за Гудалаканал и гибель корабля
27 августа 1942 года эсминец Фубуки прибыл в Рабаул и сразу же приступил к операциям «Токийского экспресса», совершив до своей гибели 11 боевых походов.  В ночь  на 30 августа в составе отряда из 6 эсминцев (11-й и 24 дивизионы) высадил на мыс Таиву 450 человек из состава 35-й армейской бригады.  В ночь на 1 сентября в составе отряда из 9 эсминцев доставил на Гуадалканал 1000 человек под командованием генерал-майора Кавагути.  В первой половине сентября Фубуки четырежды участвовал в обстреле американских позиций на Гуадалканале и Тулаги, а также в обстреле аэродрома Гендерсон. 16 сентября. 1, 4 и 7 октября 11-й дивизион принимал участие в очередных доставках подкреплений на Гуадалканал.
В ночь на 11 октября 1942 года эсминец вышел в качестве эскорта соединения контр-адмирала Гото (тяжелые  крейсера Аоба, Фурутака и  Кинугаса, которые должны были прикрывать очередную доставку подкреплений и обстрелять аэродром Гендерсон. Соединение было внезапно атаковано 2-й тактической группой 64 оперативного соединения адмирала Скотта. В последовавшем скоротечном бою у мыса Эсперанс эсминец Фубуки был потоплен огнём тяжелого крейсера Сан-Франциско и лёгкого крейсера Хелена. Корабль получил множество попаданий тяжелых снарядов взорвался и затонул 09°06′ ю. ш. 159°38′ в. д.. Спасшиеся 109 членов экипажа были подобраны американцами на следующее утро. Исключён из списков 15 ноября 1942 года..

## Командиры корабля
- Капитан 2 ранга T.Yokoyama, 01.02. - 10.12.1928
- Капитан 2 ранга Y. Ishido, 10.12.1928 – 30.11.1929
- Капитан 3 ранга T. Higuchi, 30.11.1929 – 31.10.1931
- Капитан 2 ранга K. Sato, 31.10.1931 – 01.07.1932
- Капитан 2 ранга H. Naotsuka, 01.07.1932 – 15.11.1933
- Капитан 3 ранга Y. Hirai, 15.11.1933 – 15.11.1934
- Капитан 2 ранга Y. Hirai, 15.11.1934 – 15.10.1935
- Капитан 2 ранга T. Sato, 15.10. – 09.11.1935
- Капитан 2 ранга H. Ueda, 09.11.1935 – 15.11.1936
- Капитан 3 ранга K. Kagawa, 15.11 – 01.12.1936
- Капитан 2 ранга K. Kagawa, 01.12.1936 – 15.11.1937
- Капитан 3 ранга T. Fujita, 15.11.1937 – 04.02.1938
- Капитан 3 ранга T. Yamada, 04.02. – 15.11.1938
- Капитан 3 ранга T.Orita, 15.11 – 15.12.1938
- Капитан 3 ранга K.Wakida, 15.12.1938 – 10.10.1939
- Капитан 3 ранга S. Okayama, 10.10.1939 – 15.10.1940
- Капитан 3 ранга S.Yaashita, 15.10.1940 – 11.1.1942[4].